# Menschenbild
Menschenbild ist ein in der philosophischen Anthropologie gebräuchlicher Begriff für die Vorstellung, die jemand vom Wesen des Menschen hat. In ähnlicher Weise wird das Wort in der Religionswissenschaft und Theologie gebraucht, um den Inbegriff der Vorstellungen darzustellen, die eine Religionsgemeinschaft vom Menschen hat.
Insofern der Mensch Teil der Welt ist, ist das Menschenbild auch Teil des Weltbildes. Menschenbild wie Weltbild sind Teil einer umfassenden Überzeugung oder Lehre. So gibt es unter anderem ein christliches, ein buddhistisches oder ein humanistisches Menschen- und Weltbild.
Menschenbilder haben nicht nur beschreibenden, sondern auch normativen Charakter, und erhalten dadurch politische Relevanz. Zugleich erfüllen sie eine soziale Funktion der Sinngebung.
Das eigene Menschenbild gilt häufig als so selbstverständlich, dass es kaum in Frage gestellt oder mit anderen Sichtweisen verglichen wird. Der Artikel hat daher die Vorstellungen vom Menschen in verschiedenen Kulturen zu unterschiedlichen Zeiten und die Implikationen, die sich daraus ergeben, zum Gegenstand.
Über Menschenbild und Selbstverständnis des Menschen der Vorzeit ist wenig bekannt, allerdings existieren künstlerische, wohl religiöse Zeugnisse wie etwa Abbildungen von Menschen und Göttern. Nachgewiesene Begräbnisriten weisen auf Vorstellungen vom Jenseits und Sorge um die Verstorbenen hin. In fast allen Hochkulturen des Altertums und den ihnen folgenden Gesellschaften gibt es Schöpfungserzählungen (Mythen), die das Weltbild und das Selbstverständnis der Menschen spiegeln.
In verschiedenen Kulturen konnten Menschen zu Göttern werden und wurden auch als solche verehrt. Weltliche Herrscher, wie manche der Pharaonen, oder solche in den mittelamerikanischen Kulturen der Maya oder Azteken, beanspruchten als Menschen gleichzeitig Götter zu sein, Herrscher über Himmel und Erde.
Im asiatischen Kulturkreis überwiegt im Unterschied zu jüdisch-christlich geprägten Gesellschaften eine buddhistisch beeinflusste Sicht des Menschen. Sie zeichnet sich dadurch aus, dass Gott und Mensch in eins fallen. Schöpfer und Geschöpf existieren nicht unabhängig voneinander. Gott drückt sich als alles durchdringende Lebenskraft in der Schöpfung aus. Aus diesem Grund hat der Begriff „Gott“ im Buddhismus keine Bedeutung, da „Gott“ im Wesentlichen eine Abgrenzung zum Menschen ausdrückt. Für das Menschenbild hat diese Sicht entscheidende Bedeutung. Sie wirft nämlich den Menschen auf sich selbst und die ihn umgebende Schöpfung zurück. Er ist keinem außerhalb von sich befindlichen Überwesen Rechenschaft schuldig, sondern hat sein Tun und Lassen allein vor sich selbst zu verantworten; siehe auch Autonomie. Jede Ausübung einer Wirkung auf die Umwelt kommt einer Auswirkung auf das eigene Selbst gleich, da das Schöpferische im Menschen (Gott) und der Mensch als Teil der Welt nicht voneinander verschieden sind (vgl. auch Pantheismus).

## Abendländische Geistesgeschichte

### Antike
In der griechischen und römischen Antike wie auch im Zweistromland existiert eine Vielzahl von Göttern, die den Menschen überlegen sind, aber ihnen auch ähneln. Der Mensch wird im Gegensatz zu den Göttern als sterblich angesehen, weshalb „die Sterblichen“ als Umschreibung für Menschen benutzt wurde. Menschen und Götter pflegen untereinander und miteinander eine Vielzahl von Lieb- oder Feindschaften und sind gleichermaßen in Leidenschaften verstrickt (siehe z. B. die Sage von Odysseus).
Ansonsten ist das Menschenbild der Antike auch von der Sklaverei und den gesellschaftlichen Ungleichheiten geprägt. Die Philosophie erblüht in der Antike, es werden weitreichende Betrachtungen über den Menschen und die Gesellschaft angestellt, auf die man sich teilweise noch heute bezieht.
Im Monotheismus ist die Trennung zwischen Mensch und Gott weitaus prägnanter. Der eine Gott duldet keine weiteren Götter neben sich; er knüpft sein Wirken an den Schluss eines Bundes, mittels dessen er seinem Volk Schutz und Segen verspricht, wenn es sich an seine Grundregeln bzw. Weisungen (insbesondere die Zehn Gebote) hält.
Der Unterschied zwischen Mensch und Gott (Monotheismus)/Göttern wird in religiös geprägten Gesellschaften darin gesehen, dass ein Gott das Überwesen ist, das – selber anderen, keinen oder undurchschaubaren Regeln unterworfen – den Menschen überhaupt erst geschaffen hat, das ihn (wie z. B. im Christentum oder Islam) einst richten wird, und das in der Zwischenzeit jede Macht hat, das Leben des Menschen zu beeinflussen. Der Mensch erscheint als abhängig von Gott bzw. von den Göttern. Im Christentum kommt der Sünde, etwa im Verhältnis zum freien Willen, eine große Bedeutung zu.

### Mittelalter
Das europäische Mittelalter (ca. 600–1500) ist geprägt von Glauben und Aberglauben, von der Hinnahme des eigenen Schicksals aus Gottes Hand, von Furcht vor der Hölle, von der Weitergabe antiken Wissens und besonders an dessen Ende von der Wiederentdeckung der Antike. Der Handel mit dem Orient bietet die Möglichkeit der Verbreitung von Wissen und Erfindungen. Die Herrschaft des Adels wird als gottgewollt dargestellt, Ungleichheit zwischen den Menschen meist hingenommen.

### Humanismus, Liberalismus und Aufklärung
Der Humanismus stellt einen Bruch mit den vormaligen Vorstellungen dar, im Zentrum steht nun der Mensch, das Individuum. Die Philosophie der Aufklärung erreicht eine Synthese von antiken und neueren Vorstellungen vom Menschen. Das Licht der Aufklärung soll dem vernunftbegabten Menschen ermöglichen, alten Aberglauben abzulegen, sich selbst zu erkennen, seine eigenen Belange und die der Gesellschaft vernünftig zu regeln. Das naturwissenschaftlich-rationale Denken hält Einzug. Das Bürgertum überwindet infolge der französischen Revolution die Herrschaft von Kirche und Adel und entwickelt ein neues Selbstverständnis, das sich in Kultur und Politik niederschlägt.
Im Naturrecht der frühen Neuzeit neigte man vielfach dazu, Staatsmodelle und allgemeine Verfassungsprinzipien aus naturgegebenen Grundeigenschaften des Menschen herzuleiten. In dieser Weise ging z. B. das demokratische Ideal Rousseaus von einem optimistischen Menschenbild aus, während der Hobbesschen Forderung nach einem staatlichen Gewaltmonopol und den unterschiedlichen Forderungen (z. B. von Locke und Montesquieu) nach Gewaltenkontrolle und Gewaltenteilung ein pessimistischeres Menschenbild zugrunde lag.

### Moderne
Die Industrialisierung mündet in die Moderne. Die Moderne ist (in ihrer Selbstwahrnehmung) geprägt von technischen Erfindungen, kulturellen Revolutionen und Fortschritt, Säkularisierung, politisch von Marxismus, Emanzipation von Frauen und der Arbeiterbewegung, Liberalismus, Faschismus und den beiden Weltkriegen.
Max Weber analysiert in Die protestantische Ethik und der Geist des Kapitalismus die ökonomischen Prozesse der Industriegesellschaft, die zeitgenössische Arbeitsethik, ihre Verankerung im Protestantismus. In ihrem berühmten Werk Dialektik der Aufklärung kritisieren die Philosophen Theodor W. Adorno und Max Horkheimer die Unmenschlichkeiten des Nazi-Regimes und anderer Systeme als Folge des überbetont rationalen Denkens der Aufklärung: Die Konzentrationslager funktionierten technisch perfekt organisiert nach rationalen Gesichtspunkten, die den Wert des Menschen auf seinen Materialwert bezifferten.
In der zweiten Hälfte des 20. Jahrhunderts entstehen die modernen kapitalistischen westlichen Gesellschaften auf der Grundlage von Demokratie und Menschenrechten. Das Individuum tritt als Bürger und Konsument, als Wähler und als Arbeitnehmer auf. Wohlstand und weitere Rationalisierung halten Einzug. Im konkurrierenden Ostblock soll ein dogmatischer Sozialismus die Lehren von Karl Marx verwirklichen. Die Verfolgung von sogenannten Abweichlern von der Parteilinie, autoritäre Regimes und Mangel an Freiheit sind jedoch die Folge.

### Postmoderne
Der Existenzialismus als populäre Denkschule der Avantgarde der 1950er Jahre entwirft ein Bild vom modernen Menschen, der in eine sinnlose Welt geworfen ist: Sinn muss von ihm selbst gestiftet werden.
Mit der Studentenbewegung von 1968, mit Umbrüchen wie der machtvollen Popkultur hält wiederum ein neues Menschenbild Einzug. Die 68er protestieren gegen eine vermeintlich erstarrte Gesellschaft in West wie Ost, eine Technokratie, die dem Individuum keinen Raum einräumt, sondern angepasstes Verhalten verlangt. Irrationale Seiten des Menschen wie Phantasie werden von den 68ern dagegengehalten, Esoterik, Utopien, aber auch Kunst und Kultur sind dabei Ausdruck dieser Haltung.
In der Philosophie entwerfen Philosophen wie Gilles Deleuze oder Jacques Derrida Grundzüge einer neuen Philosophie des Menschen. Sie wenden sich gegen die scheinbar selbstverständlichen Eindeutigkeiten, binären Entscheidungen, Festschreibungen, die das Denken über Mensch und Welt bisher prägten.
Die Postmoderne ist gekennzeichnet vom Nebeneinander einer Vielzahl von Ansichten über den Menschen, von divergierenden neuen und alten Lebensstilen. Gemein ist ihnen jedoch zumeist der Wille zu Pluralismus und Toleranz. Die Ökologie-Bewegung entwarf in den 1970er und 1980er Jahren ein ganzheitliches Menschenbild, bei dem besonders das Eingebundensein des Menschen in die Natur betont wird. Jugendbewegungen wie Punk oder New Wave propagieren einen melancholischen bis pessimistisch-nihilistischen Blick auf den Menschen.

## Was macht den Menschen aus?

### Biologisches Wesen und Person
Die Frage, was ein Mensch ist und was nicht, ist sehr grundlegend, vor allem, wenn es darum geht, ob es sich um eine Person im Sinne des Rechts oder der Ethik handelt. So ist die Frage, wann das Leben beginnt, ob z. B. eine befruchtete Eizelle oder ein Embryo bereits ein Mensch ist, in westlichen Gesellschaften notorisch strittig.
Auch innerhalb der Menschheit wurden und werden Unterscheidungen getroffen, etwa was Geschlecht, Alter oder „Rasse“ betrifft. Noch bis ins 19. Jahrhundert wurde in der Theologie, aber auch in den Wissenschaften und der Politik darüber debattiert, ob Frauen als Menschen zu gelten haben oder nicht und wenn ja, ob sie „vollwertige“ Menschen seien oder nur eine minderwertige Sonderform. Für die Begründung von Sklaverei spielte die Frage, ob jemand als Mensch bzw. Person anzusehen sei, ebenfalls eine wichtige Rolle.
Die Differenzierung des Menschen vom Tier erfolgt durch die Annahme, dass der Mensch sowohl Instinkte als auch die Fähigkeit besitzt, über sich selbst zu reflektieren. Dadurch unterscheidet er sich (in seinem Verhalten) von anderen Lebewesen.

### Mensch und Tier
Im europäischen Weltbild gibt es eine eindeutige begriffliche Unterscheidung zwischen Mensch und Tier. Diese klare Abgrenzung gibt es nicht in allen Kulturen: In der indonesischen Sprache werden die Menschenaffen beispielsweise den Menschen zugerechnet; orang utan ist der Waldmensch und orang asli ein Einheimischer – diese alle sind quasi Menschen. Umgekehrt werden gelegentlich Menschen, die von der eigenen Gruppe deutlich abweichen, nicht zu den Menschen gerechnet: In Brasilien werden die dortigen Ureinwohner manchmal als „Waldtiere“ bezeichnet.
In der klassischen Philosophie und im christlichen Menschenbild kommt dem Menschen aufgrund seiner geistigen Seele (Geist) eine eindeutig herausgehobene Stellung gegenüber den Tieren zu. Diese Stellung von Mann und Frau beruht gemäß dem Anfang des Tanach (Genesis 1-2 ) nicht auf körperlichen Unterschieden, denn die Landtiere entstehen dort ebenso wie der Mensch aus Erde bzw. wie dieser am 6. Schöpfungstag. Dort erhält der Mensch besondere Aufgaben: Er soll den Tieren Namen geben – das setzt komplexe sprachliche Fähigkeiten voraus. Außerdem soll er sich um einen Garten kümmern – das erinnert an die planmäßige Verwertung von Pflanzen (wie etwa beim Ackerbau), und er soll über die Natur herrschen (hier kann man auch an das Halten von Haustieren sowie an die Verwendung von Feuer denken – wichtig für Kochen, Heizen und Metallverarbeitung). Gott haucht dem Menschen den Lebensatem ein, wodurch dieser eine lebendige Seele ist (nicht hat); er wird als sein Abbild geschaffen. Das entspricht der nahezu universalen Verbreitung von Religiosität. Diese Besonderheiten des Menschen sind diesem bewusst, so dass es ein Bemühen gibt, ihre Ausübung als Grundrechte zu verankern: Freiheit der Religion, der Meinungsäußerung, der Wissenschaft und der Kunst. In der neueren wissenschaftlichen Betrachtung beruht die „Sonderstellung des Menschen“ auf seinem Gebrauch einer Symbolsprache und der Schrift, wogegen es bei Tieren nur Ansätze zum Lernen und zur Traditionsbildung gibt.
In vielen Kulturen schmücken sich Menschen mit Bezeichnungen von Tieren: Adler, Löwe, Fuchs, Wolf usw. sind beliebte Selbstbezeichnungen, wie auch anhand von Vornamen und Titeln erkennbar ist. Demgegenüber gibt es abwertende Bezeichnungen, wie z. B. Schwein, Sau, Ratte, Hund, Esel. Manche Tiere, wie z. B. Kamel, werden in einigen Kulturkreisen anerkennend, in anderen abwertend gebraucht. Die Bezeichnungen human (wörtlich: menschlich) und bestialisch (wörtlich: „tierisch“) unterstellen, dass der Mensch mild wäre, während das Tier roh sei. Häufig werden aber Handlungsweisen des Menschen als bestialisch bezeichnet, die bei Tieren kaum oder gar nicht vorkommen. Umgekehrt wird mit human häufig eine Verhaltensweise bezeichnet, die bei Tieren in analoger Form vorkommt.

### Entmenschlichung
Entmenschlichung oder Dehumanisierung ist die Wahrnehmung oder Bezeichnung von Menschen oder Menschengruppen als nicht menschlich, untermenschlich oder auf negative Weise übermenschlich (etwa als Monster). Menschen wird damit also ihre Menschlichkeit (Humanität) bzw. ihre menschliche Qualität abgesprochen.
Entmenschlichung geschieht auf zwei Arten:
- Die Aberkennung von Eigenschaften, von denen die Person glaubt, dass sie Menschen von Tieren unterscheiden (etwa komplexe Emotionen wie Moral oder Schuld, aber auch Kultur). Hierbei werden Menschen zu Tieren oder Unerwachsenen abgewertet. Auch ein Kind wird dabei als nicht voll handlungsfähiger Akteur, sondern im Vergleich zu einem Erwachsenen abgewertet
- Die Aberkennung von Eigenschaften, die typisch menschlich sind (Wärme, Offenheit etc.). Hierbei werden Menschen zu Objekten abgewertet.

Entmenschlichung ist oft von Emotionen wie Verachtung, Abscheu oder Ekel sowie von einem Mangel an Empathie begleitet und lässt moralische Grundsätze gegenüber der Person(engruppe) als nicht mehr gültig erscheinen. Sie dient insofern Funktionen zur Stabilisierung der Identität einer Person(engruppe), etwa durch das Reduzieren moralischer Emotionen, durch das Erzeugen von Gefühlen der Überlegenheit oder Begründung von Konflikten. Deshalb führt die Entmenschlichung von Minderheiten unter anderem zu mangelnder Hilfsbereitschaft, zur Duldung von Gewalt sowie zum Zuspruch zu Gewalt gegenüber der Minderheit. Dieses Verhalten gegenüber anderen führt umgekehrt zur Entmenschlichung der Täter selbst.
Im Alltag spiegelt sich Entmenschlichung oft in Stereotypen, Deutungsmustern, Metaphern (Tiermetaphern, Objektmetaphern etc.) oder Schimpfwörtern (Dysphemismen) wider, durch die bestimmte Eigenschaften für manche Menschen als typisch angesehen werden, anderen Menschen dagegen abgesprochen werden. Allerdings werden diese Mittel auch in Literatur, Satire und auch in der bildenden Kunst genutzt. In diesem Zusammenhang wird der Begriff der Dehumanisierung auch deskriptiv verwendet, um Tendenzen der Kunst zu beschreiben, in denen menschliche Formen verzerrt dargestellt werden.
Entmenschlichung wird wissenschaftlich insbesondere durch Theorien der Psychologie und der Soziologie erklärt. Hierzu zählen beispielsweise zahlreiche Machttheorien, wie etwa die Theorie von Etablierten-Außenseiter-Beziehungen (Norbert Elias).

#### Beispiele
Entmenschlichung hat z. B. in der nationalsozialistischen Rassenhygiene zum Begriff des sogenannten lebensunwerten Lebens geführt: Im Nationalsozialismus wurden psychisch Kranke und geistig und physisch behinderte Menschen mit dieser Begründung ermordet.
Jedoch sind auch und gerade die an den Juden wie auch den Sinti und Roma begangenen systematischen Massenmorde als die Folge einer ebensolchen Entmenschlichung der jeweiligen Opfergruppen anzusehen.
Der Maßstab von Wert, der dabei zum Ausdruck kam, bezog sich auf einen vermeintlich mangelnden Nutzen (also Arbeitsleistung für die Gemeinschaft) der Opfer, aber auch auf „auszurottendes“ Erbgut. Auch kulturell fand dieses Denken in anderer Form als Verfolgung etwa der Swing-Jugend oder von Künstlern (vgl. Entartete Kunst) Ausdruck: Abweichung vom „Normalen“ wurde nicht geduldet; ideal war das „Gesunde“, „Saubere“, „Ordentlich“, „Heile“ – wie es sich auch in der Kunst des Nationalsozialismus widerspiegelt.
In Kriegen wurden häufig Gegner dämonisiert und verteufelt: Sie sollen dadurch als kollektive Bedrohung, als Masse, als das Böse wahrgenommen werden, nicht als menschliche Individuen, um die eigenen Soldaten zu enthemmen und die Anwendung von militärischer Gewalt zu erleichtern. Dabei wächst die Gefahr von Exzessen und brutalen Entgleisungen, wie etwa im Zweiten Weltkrieg oder im irakischen Gefängnis Abu Ghraib.
Neben allen Gesellschaftsgruppen kennt auch die gutbürgerliche Gesellschaft die Ausgrenzung als Folge von Vorurteilen (bisweilen auch die Diskriminierung). Dies betrifft Menschen, die nicht in ihr Weltbild passen, beispielsweise Menschen mit kriminellem Hintergrund, Radikale, Extremisten oder Personen, denen aufgrund ihrer Lebensweise wenig oder keine Akzeptanz entgegengebracht wird, wie dem „Penner“. Siehe hierzu auch Heuschreckendebatte und Aus dem Wörterbuch des Unmenschen.
Eine Erklärung für die Entmenschlichung, neben kalkulierter Propaganda, liefert die Sozialpsychologie mit dem Benjamin-Franklin-Effekt. Auch die Techniken der Neutralisierung sowie das Milgram- und das Stanford-Prison-Experiment bieten Erklärungsansätze. Der Gehorsam gegenüber höhere Mächten oder auch Ideen, und deren jeweiligen Vertretern, bildet einen Ansatz dazu.
In der Rechtsphilosophie wird auch erwogen, der Idee der Humanität die soziale Realität der Dehumanisierung entgegenzustellen.
Die westliche Zivilisation verbunden mit der Idee des Bürgerrechts und mit dem Prozess der Zivilisierung sind als Idee und Weg zu verstehen, sich der „Barbarei“ entgegenzustellen.
Entmenschlichung ist bis heute in praktisch allen Gesellschaften weit verbreitet und betrifft nicht nur gesellschaftliche Minderheiten, wie beispielsweise die Entmenschlichung von Weiblichkeit zeigt.

### Das Menschenbild des deutschen Grundgesetzes
Das Menschenbild des Grundgesetzes ist nicht das eines isolierten souveränen Individuums; das Grundgesetz hat vielmehr die Spannung Individuum – Gemeinschaft im Sinne der Gemeinschaftsbezogenheit und Gemeinschaftsgebundenheit der Person entschieden, ohne dabei deren Eigenwert anzutasten. Das ergibt sich insbesondere aus einer Gesamtsicht der Artikel 1, 2, 12, 19 und 20 GG. Dies heißt aber: Der Einzelne muss sich diejenigen Schranken seiner Handlungsfreiheit gefallen lassen, die der Gesetzgeber zur Pflege und Förderung des sozialen Zusammenlebens in den Grenzen des bei dem gegebenen Sachverhalt allgemein Zumutbaren zieht, vorausgesetzt, dass dabei die Eigenständigkeit der Person gewahrt bleibt. (BVerfGE 4, 7, 15 f.)

### Rechtsfähigkeit, Beginn und Ende
Seine Rechtsfähigkeit beginnt allgemein mit der Vollendung der Geburt. Eine Ausnahme ist im Erbrecht zu finden, da bereits ein Ungeborener als Erbe fungieren und somit Rechte übertragen bekommen kann. Unter Umständen kann sogar eine im Zeitpunkt des Todesfalls noch nicht gezeugte Person erben (sog. nondum conceptus).
Dies entspricht jedoch nicht der allgemeinen Vorstellung vom Beginn des Menschseins, sondern ist nur für rechtliche Zwecke recht praktisch, weil meist gut datierbar. Nach römisch-katholischer sowie buddhistischer Lehre beginnt der Mensch mit der Zeugung, da bereits dort das Erbgut vollständig ist sowie die Geist-Seele wirkt und ihm die personale Würde samt allen Menschenrechten verleiht. Andere setzen die Ausbildung mehrerer Zellen an. Wieder andere erkennen keinen Zeitpunkt der Menschwerdung, sondern eine Entwicklung, in der der Fötus mehr und mehr Mensch wird. Praktische Bedeutung hat diese Frage vor allem bei der Abtreibung. Von den Verfechtern eines frühen Menschen wird daher von Mord gesprochen, während andere keine moralischen Probleme haben, den Fötus abzutöten, weil sie ihn noch nicht als Menschen sehen.
Beachtet werden sollte, dass auch das Neugeborene nicht zu allen Zeiten bereits als vollwertiger Mensch galt. Häufig wurde das Kind erst mit der Entwicklung der Sprache als Mensch gezählt. Sehr praktisch wurde diese Diskussion in den Betrachtungen über den sprachlosen Kaspar Hauser. Das Aussetzen eines Kindes war früher weit verbreitet. Findelkinder wurden dem Schicksal überlassen.
Die Frage nach dem Ende des Menschen gewinnt mit zunehmender Medizintechnik an Bedeutung. Herzstillstand muss aber z. B. noch keinen endgültigen Tod bedeuten. Der Eintritt des Hirntods ist eindeutiger, aber schwerer feststellbar. Praktisch wird die Frage, wenn – etwa nach einem Unfall – ein Mensch mit Hilfe von Apparaten im Koma gehalten wird, aber ein Wiedererreichen der vollen Vitalfunktionen ausgeschlossen erscheint. Sehr unterschiedliche Vorstellungen darüber führen dazu, dass alten Menschen eine Patientenverfügung empfohlen wird, in der sie ihre eigenen Vorstellungen darüber niederschreiben und für die behandelnden Ärzte verbindlich machen können.

## Streitfragen

### Erbe und Umwelt, Determinismus und freier Wille
Welche Eigenschaften eines Menschen vererbt sind und welche durch die Umwelt erworben sind, ist von jeher strittig. Neben den extremen Ansichten, die von einer vollständigen Vorbestimmung des Menschen durch sein Erbgut bzw. von einer völligen Erziehbarkeit des Menschen („tabula rasa“) ausgehen, gibt es viele Abstufungen von Meinungen, die den Menschen mehr oder weniger durch das Erbgut vorbestimmt sehen.
Beide Seiten können hinreichend Beispiele für die Vererbbarkeit bzw. die Umweltbeeinflussung von menschlichen Eigenschaften vorbringen, so dass die extremen Ansichten heute selten geworden sind. Neben den beiden Extremen gibt es auch noch die Prägung, einer irreversiblen Umweltbeeinflussung.
Philosophisch und religiös haben diese Fragen eine sehr große Bedeutung bei der Diskussion über den freien Willen. Wird ein freier Wille postuliert, dann gibt es Bereiche, die weder durch Erbe noch durch Umwelt determiniert sind. Im Gegensatz dazu steht die Auffassung, dass der Mensch völlig determiniert sei. Auch hier gibt es wieder die vermittelnden Auffassungen, dass der Mensch teilweise frei sei und teilweise vorbestimmt.
Die großen westlichen politischen Ideen, wie die der Menschenwürde, dem Credo von Freiheit, Gleichheit und Solidarität und der Demokratie, beruhen dabei auf der Vorstellung von oder aber zumindest auf der Unterstellung und dem Bekenntnis zu der grundsätzlichen Freiheit und der Eigenverantwortung des einzelnen Menschen.
Das vorherrschende westliche Menschenbild ist deshalb im Groben am ehesten mit einer entsprechenden methodischen Dreifaltigkeit (Triade (Kultur)) zu umreißen. Danach verfügt der Mensch über
- ein Naturerbe,
- eine Kulturprägung und
- einen freien Willen.

Die Gewichtung fällt unterschiedlich aus, und zwar danach, welcher Wissenschaftsrichtung man zuneigt, den Naturwissenschaften, den Kultur- und Erziehungswissenschaften oder der politischen Philosophie.
Diese Fragen haben auch sehr praktische Bedeutung für den Alltag:
In der Erziehung geht es um die Frage, was Erziehung überhaupt bewirken kann. Geht man von einer sehr starken Vorbestimmung von Fähigkeiten durch das Erbe aus („Begabungen“), dann muss man diese Begabung ermitteln, um sie zu fördern. Die Erziehung zu Fähigkeiten, die nicht angeboren sind, ist danach ausgeschlossen bzw. nur mit sehr großem Aufwand durchzuführen. Früher ging man bei der Frage der Rechtshändigkeit von einer Umweltbeeinflussung aus und versuchte, die Kinder alle zu Rechtshändern zu erziehen. Heute unterstellt man, dass die Händigkeit angeboren ist, und lässt die Kinder mit der Hand schreiben, die für sie die „richtige“ erscheint.
Geht man von starken Umwelteinflüssen aus, so neigt staatliche Erziehung dazu, die Unterschiede zwischen den Einflüssen verschiedener Elternhäuser ausgleichen zu wollen. Der Mensch sei „gleich geboren“ und die Ungleichheiten sind nach dieser Auffassung Ungerechtigkeiten, die man in der Schule möglichst ausgleichen muss.
Auch in der Kriminalpolitik hat das Menschenbild einen erheblichen Einfluss. Menschen mit der Vorstellung, dass Verbrecher zu Verbrechern „gemacht“ werden, neigen zu starker Gewichtung von Resozialisierungsmaßnahmen und lehnen das „Wegsperren“ der Täter ab. Umgekehrt gehen Menschen mit der Vorstellung, dass man „zum Verbrecher geboren“ wird, dazu, Verbrecher wegzusperren. Nach ihrer Vorstellung sind Resozialisierungsbemühungen nicht erfolgversprechend. Weit verbreitet ist auch die Vorstellung, dass beides – erbliche Veranlagung und Umwelteinflüsse zusammenkommen, wenn ein Mensch zum Verbrecher wird. Hier mischen sich dann die Absichten zum Wegsperren mit denen zur Resozialisierung.
Werbung beruht auf der Vorstellung der Beeinflussbarkeit der Menschen. Das wiederum setzt voraus, dass man vererbte Gesetzmäßigkeiten des Verhaltens der Menschen unterstellt, die durch Werbung angesprochen werden. Die Grenzen dieser Vorstellung werden bei internationalen Konzernen sichtbar, die gelegentlich ihre Werbekampagnen an die jeweilige Kultur anpassen.

### Gleichheit oder Ungleichheit?
Die alte Streitfrage, ob alle Menschen gleich seien oder verschieden, wird ebenfalls durch das Menschenbild bestimmt. Offensichtlich haben alle Menschen äußerlich Gemeinsamkeiten. Auch in ihren Grundbedürfnissen und ihrer emotionalen Grundstruktur gleichen sich die Menschen.
Ebenso offensichtlich gibt es auch Unterschiede, so dass wir einzelne Menschen identifizieren können, was ja nicht möglich wäre, wenn alle gleich wären. In der Frage, wie gleich die Menschen sind, scheiden sich die Geister. Noch mehr unterscheiden sich die Vorstellungen, ob die Menschen gleich oder verschieden sein sollen. Darüber, dass alle Menschen die gleichen Grundrechte haben sollen, gibt es seit der Aufklärung einen Konsens in freien Gesellschaftssystemen.

## Psychologie der Menschenbilder
In der Sozialpsychologie findet eine gesonderte Untersuchung des Menschenbildes im Rahmen der Untersuchung von Einstellungen statt. Dabei wird das Menschenbild spezifisch als ein Gefüge von Einstellungen definiert.
Das Menschenbild ist die Gesamtheit der Annahmen und Überzeugungen, was der Mensch von Natur aus ist, wie er in seinem sozialen und materiellen Umfeld lebt und welche Werte und Ziele sein Leben hat oder haben sollte. Es umfasst das Selbstbild und das Bild von anderen Personen oder von den Menschen im Allgemeinen. Dieses Menschenbild wird von jedem Einzelnen entwickelt, enthält jedoch vieles, was auch für die Auffassungen anderer Personen oder größerer Gruppen und Gemeinschaften typisch ist. Es enthält Traditionen der Kultur und Gesellschaft, Wertorientierungen und Antworten auf Grundfragen des Lebens. Viele der Ansichten werden sich wahrscheinlich auf einige fundamentale Überzeugungen zurückführen lassen. Diese Überzeugungen unterscheiden sich von anderen Einstellungen durch ihre systematische Bedeutung, gedanklich den Grund zu legen und durch ihre persönlich empfundene Gültigkeit, durch ihre Gewissheit und Wichtigkeit. Die Annahmen über den Menschen haben viele und unterschiedliche Inhalte und bilden ein individuelles Muster mit Kernthemen und Randthemen. Psychologisch betrachtet ist das Menschenbild eine subjektive Theorie, die einen wesentlichen Teil der persönlichen Alltagstheorien und Weltanschauungen ausmacht.
Zu den Grundüberzeugungen gehören oft der religiöse Glaube, der Glaube an Gott und eine geistige Existenz nach dem biologischen Tod (Unsterblichkeit der Seele), die Spiritualität, Willensfreiheit, Prinzipien der Ethik, soziale Verantwortung und andere Werte. Menschenbilder enthalten demnach Überzeugungen, die eine hohe persönliche Gültigkeit haben, sie sind aus der Erziehung und der individuellen Lebenserfahrung entstandene persönliche Konstruktionen und sinnstiftende Interpretationen der Welt. Sie können aber auch von Wissenschaft, Wirtschaft oder Politik je nach Bedarfslage und weltanschaulicher Orientierung konstruiert und von anderen verwendet werden.

### Menschenbild als subjektive Theorie
In der Psychologie existieren mehrere ähnliche oder weitgehend synonyme Fachbegriffe. Alltagstheorien oder subjektive Theorien sind die Auffassungen, welche sich Menschen über ihre Lebenswelt herausgebildet haben. Es sind Begriffe, Zuschreibungen von Eigenschaften (Attributionen), insbesondere von Ursachen (Kausaldeutungen) und andere Konzepte, wie sich Menschen in der Welt orientieren und Zusammenhänge begreifen. Alltagspsychologie hat die wichtige Funktion, das Verhalten anderer Menschen verstehbar, subjektiv voraussagbar und kontrollierbar zu machen. Persönliche Konstrukte eines Menschen bezeichnen – im Unterschied zu den Erklärungshypothesen der Wissenschaftler – Schemata zur Erfassung der Welt. Die Menschen gehen, um andere Personen oder die Ereignisse in der Welt zu verstehen, wie Wissenschaftler vor – so lautet auch die grundlegende Behauptung von George A. Kelly. Menschen interpretieren ihre Wahrnehmungen, sie entwickeln Annahmen und prüfen diese an ihren wiederkehrenden Erfahrungen. Dabei unterliegt das System persönlicher Konstrukte einer kontinuierlichen Veränderung durch neue Erfahrungen. Implizite Anthropologie enthält die gesamte vom Individuum gesammelte und deshalb einzigartige Lebenserfahrung. Sie bildet den Bezugsrahmen, um sich zu orientieren, andere Menschen einzuordnen, Probleme zu lösen und das Leben zu bewältigen. Werthaltungen sind durch die Orientierung an typischen Werten, z. B. humanistischen, christlichen, demokratischen Werten gekennzeichnet. Selbstkonzepte sind alle auf die eigene Person bezogenen Einstellungen bzw. Beurteilungen.
Aus der Forschung über solche Alltagstheorien (u. a. Laucken) ist seit langem bekannt, wie differenziert die „naiven“ Verhaltenstheorien sein können, u. a. durch tradierte Vorstellungen und durch Lernen an der eigenen Erfahrung. Sie sind z. T. mit Zusatzannahmen und mit Kausal-Deutungen (im Unterschied zu wissenschaftlichen, kausalen Erklärungen) ähnlich geformt wie die aus der Fachwissenschaft stammenden Konzepte. Sie sind jedoch oft unterschwellig und nicht ausformuliert, so dass sie erst durch geeignete Methoden erkundet werden müssen.

### Menschenbild vs Persönlichkeitstheorie
Menschenbilder als subjektive Theorien und wissenschaftliche Persönlichkeitstheorien unterscheiden sich in verschiedener Hinsicht. Persönlichkeitstheorien geben eine verallgemeinernde Beschreibung der Struktur und Funktion von Persönlichkeitsmerkmalen, d. h. Persönlichkeitseigenschaften, Motiven, Emotionen usw. Das wissenschaftliche Programm lautet, die psychophysische Individualität des Menschen genau zu beschreiben, als Persönlichkeit zu verstehen und in ihrer genetisch, familiär und soziokulturell bedingten Entwicklung zu erklären. In diesen Aufgaben bündeln sich zahlreiche Forschungsrichtungen der Psychologie, und es existiert eine kaum noch überschaubare Vielfalt heterogener, mehr oder minder ausgeformter Persönlichkeitstheorien. Diese beziehen auch soziale Einstellungen, Wertvorstellungen und Überzeugungen ein, klammern jedoch gewöhnlich die grundlegenden philosophischen und religiösen Überzeugungen und Sinnfragen aus.
Persönlichkeitstheorien sind in der Regel sehr viel differenzierter, begrifflich ausgearbeitet, formal strukturiert und in Teilen auch empirisch überprüft, wobei bestimmte Untersuchungsmethoden eingesetzt werden. Zwischen den individuellen Menschenbildern und den psychologischen Persönlichkeits- und Motivationstheorien bestehen also formale Unterschiede, und die Konstruktionen haben verschiedene Absichten: Orientierung des Einzelnen in der persönlichen Lebenswelt bzw. systematisches, gesichertes Wissen.

### Differentielle Psychologie der Menschenbilder
Wie gegensätzlich der Mensch bestimmt werden kann, hat der Philosoph Alwin Diemer durch eine Reihe charakteristischer Zitate demonstriert. Bekannt sind Begriffe wie zoon politikon, animal rationale, homo faber, homo oeconomicus, oder der Mensch als das nicht-festgestellte Tier, als gesellschaftsbestimmtes, arbeitendes und produzierendes Lebewesen oder als gesellschaftsgeschädigtes Reflexionswesen. Auch aus psychologischer Sicht wurden solche Leitprinzipien geprägt: die unbewussten Triebansprüche, das Lernen am Modell, die immerwährende Suche nach Sinn, die Selbstverwirklichung usw. Psychische Phänomene werden auf ein angeblich zugrunde liegendes Funktionsprinzip zurückgeführt oder auf einen fundamentalen Gegensatz. Im Unterschied zu solchen Vereinfachungen oder Zerrbildern verlangt die differentielle Psychologie eine wesentlich breitere empirische Sicht auf die zahlreichen Facetten des Menschenbildes.
Die Psychologie der Menschenbilder hat mehrere ineinander verschachtelte Perspektiven. Welche grundlegenden Annahmen über den Menschen sind bei den Einzelnen bzw. in der Bevölkerung vorzufinden? Welche Menschenbilder – im Sinne von Vorannahmen oder Vorentscheidungen – lassen andererseits die Autoren der wissenschaftlichen Persönlichkeitstheorien erkennen? Welches Menschenbild dokumentiert der Autor eines Lehrbuchs durch die Auswahl und spezielle Gewichtung von Persönlichkeitstheorien und Methoden? Die zuvor getroffene Unterscheidung zwischen den wissenschaftlichen Persönlichkeitstheorien und den Annahmen der psychologischen Alltagstheorien kann folglich nicht sehr scharf sein. Auch in die wissenschaftlichen Theorien mischen sich oft noch sehr vorläufige Annahmen und in die Alltagstheorien durchaus auch psychologische Wissenskomponenten aus der Forschung, d. h. von den Medien popularisierte Details. Viele Psychologen verwenden Fragebogen und Interviews und importieren mit den erhaltenen Antworten auch Bestandteile der Alltagstheorien in ihre Konzeptionen. Außerdem sind die Alltagstheorien der Bevölkerung wiederum Thema der wissenschaftlichen Psychologie.
Die Forschung zu Menschenbildern gehört in ein Grenzgebiet der Persönlichkeits- und Entwicklungspsychologie, der Sozial- und Kulturpsychologie sowie der Wissenspsychologie. Dadurch ergeben sich viele Perspektiven: z. B. sozialpsychologisch im Hinblick auf Stereotype und Vorurteile sowie deren Konsequenzen für die interkulturelle Verständigung.

### Forschungsansätze
Das individuelle Menschenbild kann durch die Methode des Interviews und näherungsweise auch durch Fragebogen erfasst werden; gründlichere Einsichten werden sich dagegen nur in psychologisch-biographischen Studien (und auch im Alltagsverhalten) ergeben. Die Methodik der sozialpsychologischen Forschung über Einstellungen und über Werte ist am besten ausgearbeitet, auch für die Religionspsychologie gibt es inzwischen zahlreiche Fragebogen bzw. standardisierte Skalen. Auch in einigen bevölkerungsrepräsentativen sozialwissenschaftlichen Erhebungen wurde u. a. nach Wertüberzeugungen und dem Sinn des Lebens, nach Religiosität und Spiritualität gefragt. Andere Umfragen zeigten die Menschenbilder bestimmter Gruppen, z. B. von Studierenden der Psychologie oder von Psychotherapeuten. Schließlich können die Autobiographien von Psychologen, Psychotherapeuten oder Philosophen inhaltlich ausgewertet werden, ob sie Hinweise auf das Menschenbild geben.
Die Vielfalt der Menschenbilder empirisch zu erkunden und nach häufigen Mustern zu suchen, wäre die erste Aufgabe. Zweitens wäre systematisch nach den historischen, zeitgeschichtlichen, religiösen, soziokulturellen und anderen Bedingungen für das Entstehen und die Veränderung von Überzeugungen zu fragen. Beispielsweise wurde bereits untersucht, wie sich zentrale Annahmen des Menschenbildes durch ein Fachstudium oder eine langjährige Tätigkeit als Psychologe, Psychiater, Pädagoge oder Mediziner entwickeln. Eine weitere Perspektive geben die speziellen Inhalte der Lehrbücher, denn die Autoren werden unvermeidlich eigene Überzeugungen erkennen lassen, wenn sie bestimmte Theorien auswählen und darstellen. Menschenbilder haben die Funktion von Leitbildern in verschiedenen Lebensbereichen und damit auch auf den Gebieten der angewandten Psychologie, unter anderem Arbeitspsychologie, Organisationspsychologie, Betriebspsychologie, Pädagogische Psychologie, Erziehung, Gesundheitspsychologie und Psychotherapie.
Die individuellen oder durch Ausbildung normierten Menschenbilder leben sich auf den Arbeitsalltag aus und beeinflussen auch die Berufspraxis von Ärzten, Psychotherapeuten, Richtern. Infolge der Digitalisierung vieler Lebensbereiche kommt es zunehmend zu einer Modellierung und Festschreibung von Menschenbildern in digitalen Geschäftsprozessen und digitalisierten Interaktionsverläufen. Bisher existieren allerdings nur wenige empirische Untersuchungen zu diesen Zusammenhängen.

## Debatte in der Psychotherapie
Die verschiedenen Menschenbilder der Psychotherapie-Richtungen können als Leitbilder des therapeutischen Handelns verstanden werden. Seit der Auseinandersetzung um Sigmund Freuds atheistisches und pessimistisches Menschenbild gibt es fortdauernde Diskussionen über das Verständnis des Menschen, über humane Werte und Ethik in der Psychotherapie. Die in den verschiedenen Richtungen der Psychotherapie existierenden Menschenbilder sind jedoch nicht ohne weiteres festzulegen. Die Menschenbilder der bedeutenden Pioniere sind selten in systematischer, ausgearbeiteter Weise vorzufinden. Oft sind es markante und zugespitzte Zitate, um die sich dann Kontroversen ranken, welche im Kontext anderer Äußerungen alsbald relativiert werden müssten. An erster Stelle der Quelleninterpretation stehen natürlich Biographie und Werk des Begründers einer bestimmten Psychotherapie-Richtung.
Während in einer ersten Phase das Menschenbild Freuds und der Psychoanalyse im Zentrum standen, richtete sich das Interesse anschließend vor allem auf das Menschenbild der Verhaltenstherapeuten sowie auf die Leitbilder neuer Strömungen beispielsweise die „Psychologie des guten Lebens“, die „Ideologie der neuen Spiritualität“, auf fundamentalistische Ideologien, Dogmen und Mythen in der Psychoszene. Inwieweit sich bestimmte Leitbilder tatsächlich auf die Therapieziele, den therapeutischen Prozess und die Erfolgsbeurteilung auswirken, ist empirisch noch kaum untersucht worden.
Auch die „Kritische Psychologie“ Klaus Holzkamps (etwa 1969–1985 in der BRD stark rezipiert) stellt das Menschenbild zentral heraus und beschreibt einen tätigen, bewusst arbeitenden und damit sich die Natur aneignenden Menschen unter Bezug auf die marxistische Psychologie von Alexei Nikolajewitsch Leontjew.

## Managementtheorie
Douglas McGregor entwickelte die Theorien Theorie X und Theorie Y, zwei gegensätzliche Menschenbilder bezüglich des Verhältnisses von Menschen zu ihrer Arbeit.
McGregors Schüler Edgar Schein entwickelte eine Typologie mit einer Unterscheidung in vier unterschiedliche Menschenbilder und leitete daraus Konsequenzen für die Organisation bzw. die Führungskräfte ab. Diese vier Menschenbilder sind: der rational-ökonomische Mensch (rational-economic man, auch Homo oeconomicus), der soziale Mensch (social man), der sich selbst verwirklichende Mensch (self-actualizing man) und der komplexe Mensch (complex man). Laut Schein machen Führungskräfte zumindest implizit Annahmen über ihre Mitarbeiter, und ihre Führungsentscheidungen hängen von diesem Menschenbild ab.